# 鄂竟平
鄂竟平（1956年1月—），河北乐亭人。中华人民共和国政治人物、水利学家。中国共产党第十八届中央候补委员、第十九届中央委员。

## 生平
1973年2月至1975年9月，在吉林省梨树县白山公社插队。1975年，进入吉林省水电学校学生。1977年，任职于吉林省水利设计院。1979年恢复高考后，考入华北水利水电学院（现华北水利水电大学）水工专业。1983年毕业后，担任水电部、水利部办公厅部长秘书（服务时任部长钱正英），水利部计划司干部、计划司计划处副处长、计划司计划处处长、计划司副司长。1993年，担任海河水利委员会副主任、党组副书记。1994年6月，升任海河水利委员会主任、党组书记。
1997年5月，改任黄河水利委员会主任、党组书记。2001年5月，担任中华人民共和国水利部党组成员、国家防汛抗旱总指挥部秘书长兼办公室主任。2003年，升任水利部副部长、党组成员、国家防汛抗旱总指挥部秘书长兼办公室主任。2008年，升任水利部副部长、党组副书记、国家防汛抗旱总指挥部秘书长兼办公室主任。
2009年4月，担任水利部副部长、党组副书记、国家防汛抗旱总指挥部副总指挥。2010年7月，担任国务院南水北调工程建设委员会办公室主任、党组书记，同时仍然兼任水利部副部长、党组副书记、国家防汛抗旱总指挥部副总指挥。
2018年3月至2021年2月，担任水利部部长。2021年3月，增补为全国政协人口资源环境委员会副主任、第十三届全国政协委员。2023年，他卸任政协职务，转任环境与资源保护委员会副主任委員。